# Salpa (sommergibile 1932)
Il Salpa è stato un sommergibile della Regia Marina.

## Storia
Dopo l'ingresso dell'Italia nel secondo conflitto mondiale fu mandato – al comando del capitano di corvetta Antonio Biondo – nei pressi dell'isolotto di Gaudo (Creta), missione dalla quale tornò il 16 giugno 1940 senza aver avvistato unità avversarie.
Il 29 giugno, mentre era in missione offensiva nei pressi di Derna, s'imbatté nei cacciatorpediniere Dainty, Defender e Ilex che erano in mare in missione antisommergibile nell'ambito dell'operazione britannica «MA. 3» (i tre cacciatorpediniere avevano già affondato, in due giorni, i sommergibili italiani Liuzzi ed Uebi Scebeli e forse anche un terzo, l'Argonauta, capoclasse del Salpa): bombardato con cariche di profondità, dovette riparare a Bengasi per i danni.
Dalla base libica, il 19 luglio, si portò a Taranto per ricevere lavori di riparazione più approfonditi.
In una successiva missione – il 3 febbraio 1941 –, mentre navigava sulla rotta Augusta-Derna per raggiungere la sua zona d'agguato (situata al largo di Marsa Matruh), subì nuovamente caccia con bombe di profondità da parte di alcuni cacciatorpediniere, dovendo invertire la rotta e tornare in porto.
Il 18 giugno dello stesso anno lasciò Messina al comando del capitano di corvetta Renato Guagni (n. a Firenze, 17 settembre 1910), per attaccare unità avversarie lungo le coste cirenaiche (il suo settore d'attacco era collocato fra Ras Uleima e Marsa Matruh), ma non rispose più alle chiamate radio.
Nel dopoguerra si venne a sapere delle circostanze della sua fine: il 27 giugno 1941 il sommergibile britannico Triumph lo aveva avvistato, e, dopo essere venuto in superficie, lo aveva attaccato col cannone, centrandolo e poi colpendolo anche con un siluro: il Salpa era immediatamente affondato – erano le 8.15 – portando con sé l'intero equipaggio, nel punto 32°05' N e 26°47' E".
Scomparvero con il sommergibile il comandante Guagni, altri quattro ufficiali e 42 fra sottufficiali e marinai.
Il Salpa aveva svolto in tutto 15 missioni di guerra, percorrendo 9087 miglia in superficie e 1668 in immersione.